# Las Toscas (Tegueste)
Las Toscas es una entidad de población perteneciente al municipio de Tegueste, en la isla de Tenerife —Canarias, España—.

## Características
Las Toscas se encuentra situada en el tramo medio del valle de Tegueste, localizándose a apenas dos kilómetros del casco urbano de Tegueste y a una altitud media de 395 m s. n. m.
Esta entidad está compuesta por los núcleos de Las Toscas, El Gomero, El Murgaño, La Oliva, Mederos y Tamarco. 
Las Toscas cuenta con varias plazas públicas, parques infantiles y parques públicos, instalaciones deportvias, el centro cultural Jesús Amador Melián, el centro de artesanía de Tegueste, el CEIP María del Carmen Fernández Melián, el centro infantil Zipi-Zape, el centro de educación infantil, una escuela municipal de ajedrez, el centro comercial Los Gofiones, así como un calvario y diversos comercios, bares y restaurantes.
En el lugar se encuentran además lugares de interés turístico como un antiguo abrevadero.

## Demografía
| Año        | 2000 | 2001 | 2002  | 2003  | 2004  | 2005  | 2006  | 2007  | 2008  | 2009  | 2010  | 2011  | 2012  | 2013  |
| ---------- | ---- | ---- | ----- | ----- | ----- | ----- | ----- | ----- | ----- | ----- | ----- | ----- | ----- | ----- |
| Habitantes | 492  | 496  | 1.937 | 2.000 | 2.054 | 2.092 | 2.091 | 2.079 | 2.100 | 2.076 | 2.088 | 2.136 | 2.135 | 2.145 |

## Comunicaciones
Se llega al barrio a través de la Carretera General a Punta Hidalgo TF-13.

### Transporte público
En autobús —guagua— queda conectado mediante las siguientes líneas de TITSA: 
| Línea | Trayecto                                            | Recorrido     |
| ----- | --------------------------------------------------- | ------------- |
| 050   | La Laguna - Tegueste - Bajamar - Punta del Hidalgo  | Horario/Línea |
| 051   | Circular La Laguna - Tejina - Tacoronte - La Laguna | Horario/Línea |
| 052   | La Laguna - Las Toscas (por El Socorro)             | Horario/Línea |
| 057   | Circular La Laguna - Tejina - Tacoronte - La Laguna | Horario/Línea |